# Heraclia bodaensis
Heraclia bodaensis är en fjärilsart som beskrevs av M.Gaede 1915. Heraclia bodaensis ingår i släktet Heraclia och familjen nattflyn. Inga underarter finns listade i Catalogue of Life.